# Morote gari
Morote gari (双手刈?) es una técnica de derribo a las dos piernas utilizada en el judo. Pertenece al grupo Shimeisho no waza del kodokan judo. Es clasificado como una técnica manual o te-waza.

Morote gari.

Esta técnica es una de las más elementales en disciplinas modernas como el jiu-jitsu brasileño, y se puede ver en infinidad de contextos de Lucha deportiva y artes marciales mixtas. Como tal, recibe varias denominaciones; sólo en Japón ha sido llamada ashitorinage en antiguas competiciones de judo y hizaori en la escuela Fusen-ryū, mientras que en Brasil es popularmente conocida como bahiana o bahianada en honor al famoso luchador bahiano Waldemar Santana.

## Ejecución
En este movimiento, el atacante (tori) se sitúa frente al oponente (uke) y se agacha con rapidez hacia delante para asir con ambas manos las piernas del oponente por detrás de los gemelos o los muslos. Entonces, en el mismo movimiento, el tori tira hacia atrás de las piernas apresadas al tiempo que se incorpora, haciendo perder equilibrio al oponente y en última instancia proyectarlo de espaldas al piso, mientras el atacante aterriza normalmente boca abajo sobre sus piernas. En algunas variantes, el movimiento incluye levantar en vilo al oponente antes de dejarlo caer.